# نایجل بری
نایجل بَـری (انگلیسی: Nigel Barrie؛ ‏ ۵ فوریهٔ ۱۸۸۹ – ۸ اکتبر ۱۹۷۱) بازیگر، هنرمند رقص و خلبان سپاه هوایی بریتانیا بود.
از فیلم‌هایی که وی در آن‌ها نقش داشته‌است، می‌توان به قطار باری سریع‌السیر، کوکتل‌ها، شکارچیان شوهر، ترجیحاً فولاد و کوچه هوگان اشاره نمود.